# Musées des États fédérés de Micronésie
L'article suivant regroupe les musées présents dans les États fédérés de Micronésie.

## Kosrae
- Musée d’État de Kosrae (Kosrae State Museum) : situé à Tofol il abrite les trouvailles faites sur les différents sites archéologiques de l'île (dont les ruines de Lelu).

## Pohnpei
- Musée Lidorkini à Kolonia[1]. Le musée est fermé depuis 2012.

## Yap
- Musée d’État de Yap (Yap State Museum)
- Yap Living History Museum, musée vivant d'ethnographie, co-financé par la France à Colonia [2],[3],[4]